# Al-Qaïda au Maghreb islamique
Al-Qaïda au Maghreb islamique (AQMI) (en arabe : تنظيم القاعدة في بلاد المغرب الإسلامي, Tanzim al-Qâ’ida bi-Bilâd al-Maghrib al-Islâmi, « l'Organisation d'Al-Qaïda aux Pays du Maghreb Islamique ») est un groupe armé et une organisation terroriste, d'idéologie salafiste djihadiste, née le 25 janvier 2007. Avant son allégeance à Al-Qaïda, elle était connue sous le nom de Groupe salafiste pour la prédication et le combat, un groupe algérien issu d'une dissidence du Groupe islamique armé.
Si les racines du groupe se trouvent en Algérie, sa zone d'opération actuelle correspond à la région du Sahel, qui borde au sud le désert du Sahara, dans ses parties mauritanienne, malienne, burkinabè et nigérienne. Il est également présent en Tunisie et en Libye et se maintient dans le sud de l'Algérie. 

## Création
Mokhtar Belmokhtar est un des principaux artisans du ralliement des djihadistes algériens à Al-Qaïda. Vers fin 1994 ou début 1995, ce dernier, alors chef dans le Groupe islamique armé (GIA), entre pour la première fois en contact avec Al-Qaïda, alors basée à Khartoum, au Soudan. Oussama ben Laden s'engage à fournir une aide aux djihadistes algériens, à condition que ces derniers adoptent une ligne plus salafiste et que le GIA cesse ses dérives « takfiri », adoptées par Zouabri et Zitouni. En 1998, Ben Laden envoie un émissaire en Algérie, Abou Mohamed al-Yamani, que Mokhtar Belmokhtar accueille personnellement, et le 18 septembre, à la demande d'al-Yamani, la majorité des brigades djihadistes algériennes quittent le GIA pour fonder le Groupe salafiste pour la prédication et le combat (GSPC).
Au début des années 2000, Belmokhtar cherche ensuite à obtenir la fusion du GSPC avec Al-Qaïda, notamment via Abou Mohamed al-Yamani. En 2001, ce dernier fait un nouveau voyage en Algérie, au sein des brigades de Belmokhtar, puis d'Abderazak el Para et fait un compte-rendu élogieux des djihadistes algériens. Il se rend à nouveau en Algérie en juillet 2002, rejoint el Para mais il est tué le 12 septembre 2002 près de Batna dans une attaque de l'armée algérienne, alertée par la CIA. Ben Laden soupçonne une trahison et suspend la fusion tandis que Belmokhtar se brouille avec les autres chefs du GSPC.
Le 4 juin 2005, en représailles à une série d'arrestations d'islamistes mauritaniens et en raison de la participation annoncée de l'armée mauritanienne à des manœuvres militaires coordonnées avec l'armée américaine dans le Sahara, Mokhtar Belmokhtar attaque la caserne militaire de Lemgheity, en Mauritanie. 17 soldats mauritaniens sont tués et 35 faits prisonniers, puis relâchés. L'attaque de Lemgheity a un certain retentissement du côté des djihadistes. Au nom d'Al-Qaïda, Abou Moussab Al-Zarqaoui, le chef d'Al-Qaïda en Irak, félicite notamment les « moudjahidines maghrébins » pour leur victoire mais surtout celle-ci permet au GSPC de rétablir son rapprochement et Al-Qaïda.
En juin 2006, Younous al-Mauritani, jeune mufti très respecté par les djihadistes, se rend en Afghanistan pour transmettre la lettre d'allégeance du GSPC à Al-Qaïda. Elle est acceptée par Ben Laden et le 24 janvier 2007, le GSPC devient alors officiellement Al-Qaïda au Maghreb islamique (AQMI).

## Idéologie
Comme Al-Qaïda, AQMI s'inscrit dans le salafisme djihadiste : son but est de mener le djihad contre « les apostats, les juifs et les croisés » : contre l'Occident — en particulier contre la France et les États-Unis — et ses alliés en Afrique du Nord. L'objectif final est l'instauration dans l'ensemble du monde musulman d'un califat régi par la charia.
Al-Qaida inventa donc une nouvelle forme de jihad, que l’on peut qualifier de « global » par opposition au jihad jusqu’à présent ancré sur la défense effective d’une terre et/ou d’une population, et désigné dès lors comme jihad « national » ou « local ».

## Histoire

### 2007
Le 26 mars 2007, l'armée algérienne lance une vaste offensive aérienne et terrestre dans la wilaya de Béjaïa, pour éliminer des membres d'AQMI. L’ANP menait des opérations de ratissage depuis plusieurs mois, et mène cette opération avec le soutien de forces de la gendarmerie, de groupes de patriotes et de la BMPJ. Cette réaction de l'État algérien s'explique par la multiplication d'attaques isolées contre des positions de militaires algériens à l'automne précédent, dont certaines attribuées à AQMI. Selon certaines sources, quatre membres du GSPC auraient été éliminés (dont un combattant originaire de Boumerdès), et des membres importants du mouvement seraient désormais encerclés.

#### Série d'attentats en Algérie
D'avril à décembre, l'organisation va commettre une série d'attentats visant le siège du gouvernement algérien, un cortège du président Bouteflika, le Conseil constitutionnel, le siège algérien du HCR, qui font plus d'une centaine de morts et de très nombreux blessés :
- Le 11 avril 2007, il revendique deux attentats suicides à Alger[15],[16], qui font 30 morts et plus de 220 blessés. Sans être rigoureusement formel sur les visées de ces attentats, Yazid Zerhouni, le ministre de l'intérieur, connu pour être au cœur de la décision politique en Algérie, estime pour sa part qu'ils sont « l'une des dernières manifestations de gens ne voulant pas que l'État fonctionne normalement[17] ». Et d'ajouter dans une allusion à d'autres forces politiques hostiles à la politique du président algérien qu'« il y a peut-être d'autres intérêts, d'un autre type, que politico-religieux[17] ». Dans cette hypothèse, ces attentats ne seraient qu'un épisode de plus de la lutte entre les clans de l'armée par le biais d'un groupe (le GSPC) dont de nombreux experts considèrent qu'il est, à l'instar des Groupes islamiques armés (ceux-là mêmes considérés généralement comme responsables de la vague d'attentats commis en France en 1995 et dont il a pris la suite), très largement infiltré par les services secrets algériens et peut-être français[18].
- Le 7 septembre 2007, un attentat-suicide à Batna commis peu de temps avant l'arrivée du président Abdelaziz Bouteflika. L'explosion a fait 22 morts et 107 blessés
- Le 11 septembre 2007, un attentat à Lakhdaria fait dix morts.
- Le 11 décembre 2007, un double attentat à la voiture piégée fait soixante-sept morts à Alger.

#### Pertes parmi les hauts responsables d'AQMI
Le 26 avril 2007, AQMI perd son numéro deux avec la mort de Samir Saïoud (en), alias Samir Moussaab lors d'un affrontement avec l'armée algérienne.
En juillet 2007, l'armée a affronté avec de l'artillerie lourde et des hélicoptères de combat des partisans d'AQMI dans la région de Yakouren, village situé à une centaine de kilomètres à l'est d'Alger, en Kabylie.
Le 5 octobre 2007, les autorités confirment la reddition d'Hassan Hattab, une information déjà publiée le 28 septembre.
Le 7 octobre 2007, Harek Zoheir, alias Sofiane el Fasila, un des plus importants lieutenants de l'« émir » Droukdal, est abattu par les forces de sécurité algériennes.

#### Réorganisation de la zone saharienne et première attaque en Mauritanie
À l'été 2007, Abdelmalek Droukdel retire la charge d'« émir du Sahara » et de chef de la « région IX » à Mokhtar Belmokhtar, qu'il juge trop indépendant, et la remet à Yahia Djouadi, alias Abou Amar,.
Droukdel divise la zone du Sahara en deux ; la première, comprenant le sud-ouest de l'Algérie et le nord du Mali et de la Mauritanie, va à Belmokhtar ; tandis que la seconde, comprenant le nord-est du Mali, le nord du Niger et l'ouest du Tchad, va à Abou Zeïd. Belmokhtar s'oppose à la décision du commandement d'AQMI d'implanter de nouvelles katiba dans le sud et rapidement une forte rivalité l'oppose à Abou Zeïd. Les désaccords avec ce dernier portent notamment sur la stratégie de financement ou sur les modes opératoires.
Belmokhtar prend la tête de la katiba Al-Moulathimin (Les Enturbannés). Le 24 décembre 2007, trois hommes de la katiba de Belmokhtar attaquent un groupe de cinq touristes français et tuent quatre d'entre eux près d'Aleg en Mauritanie,. Cette tuerie entraîne l'annulation du Paris-Dakar 2008.

### 2008
Début janvier 2008, les autorités françaises et algériennes font état de nombreuses menaces proférées sur le site salafiste al-Ekhlass, bien connu pour être un lieu de diffusion de communiqués, de vidéos et de messages sonores, utilisé par Al-Qaïda, par AQMI, par les groupes islamistes radicaux d'Irak, de Somalie et d'Afghanistan, mais aussi par toute une nébuleuse de farfelus et de fanatiques. Un certain Mourabit Mouwahed (le combattant de l'unité) appelle les islamistes à perpétrer le plus possible d'attentats en France afin de « provoquer la chute du président Nicolas Sarkozy (...) un effondrement économique de la France » en s'attaquant à des « personnalités prestigieuses, dont le maire de Paris » mais aussi à des lieux symboliques comme le quartier de la Défense et la Tour Eiffel. Cette situation renvoie aux attentats de 1995, avec de février à juin, des écrits contre la France avec un passage à l'acte en juillet.

### 2009

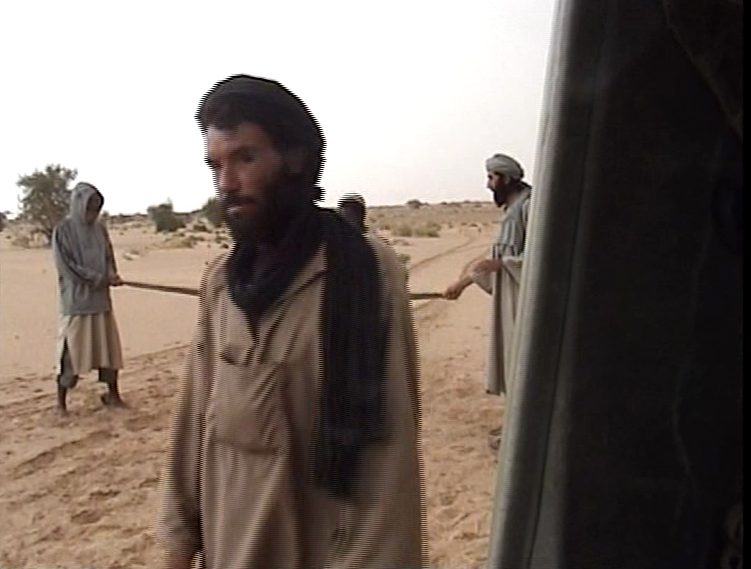
Mokhtar Belmokhtar et des djihadistes à l'entraînement, vers 2010, probablement au nord du Mali.

À la suite de la perte de nombreux éléments importants (250 terroristes éliminés entre 2007 et 2009), Abdelmalek Droukdal doit promouvoir de nouveaux chefs à la tête de ses katibats.
Le 4 février, l'émir de la katiba El Feth, Omar Bentitraoui Antar, également connu sous le nom de guerre de Yahia Abou Khitma, est abattu par les autorités en plein centre-ville à Boumerdès. Le 15 février 2009, Mourad Bouzid, 65 ans, infirmier de l'ex-GSPC et responsable de l'endoctrinement de jeunes recrues est tué par les forces algériennes dans la même ville.
Le 15 octobre, un chef islamiste lié au mouvement terroriste en Algérie, Mourad Louzai, également connu sous le nom d'Abou Khitma, est abattu près de Dellys par les services de sécurité.
Le lundi 9 novembre vers 5 heures, à Cap Djenet, située à l’est de la wilaya de Boumerdès, un officier supérieur est tué et deux militaires blessés. « Les trois victimes effectuaient une patrouille de routine lorsque la bombe a explosé au passage de leur véhicule. »
Le 5 mai 2009, le journal Euroinvestor indique la préparation d'une opération de grande envergure de quatre États riverains du Sahara pour traquer et neutraliser les combattants d'Al-Qaïda. L'Algérie, le Mali, le Niger et la Mauritanie veulent empêcher l'implantation des islamistes dans la zone saharienne et les combattre avant qu'ils ne deviennent une réelle menace. L'opération décrite comme « imminente » n'aura toutefois jamais lieu.

#### Intensification des combats entre AQMI et l'armée malienne dans le nord du pays
Le 10 juin, un officier malien à l'origine de l'arrestation de nombreux militants islamistes, le lieutenant-colonel Lamana Ould Bou, est assassiné par balles à Tombouctou. Al-Qaïda revendique la responsabilité de l'attentat.
Le 16 juin, l'armée malienne attaque et détruit une base d'AQMI dans le nord du pays, dans la localité de Garn-Akassa, près de la frontière algérienne. L'offensive intervient deux semaines après l'annonce d'une « lutte sans merci » contre « tous les groupes terroristes » de la zone sahélo-saharienne par un responsable du ministère de l'Intérieur malien. L'attaque visait l'"émir" Abdelhamid Abou Zeid, responsable de l'assassinat de l'otage britannique Edwin Dyer. Les militaires maliens annoncent l'élimination de 26 terroristes dont certains corps ont été retrouvés hâtivement enterrés par les survivants dans une fosse commune.
Dans la nuit du 4 au 5 juillet, l'armée malienne a attaqué lourdement des éléments d'AQMI dans la région de Tombouctou, dans le nord-ouest du Mali. Les forces d'AQMI ont riposté.
En juillet, AQMI prétend avoir tué 28 soldats en capturé 3 au cours d'une embuscade au Mali.

#### Augmentation des attaques en Mauritanie
Le 23 juin, Christopher Leggett, travailleur humanitaire américain, est assassiné par balles à Nouakchott en Mauritanie. Selon des déclarations d'Al-Qaïda, qui a revendiqué la responsabilité de l'attentat, Legett a été tué pour avoir voulu convertir des musulmans au christianisme.
Le 30 juin, le dirigeant d'AQMI Abou Moussab Abdoul Wadoud menace la France : « Hier c'était le hijab et aujourd'hui, c'est le niqab. Nous nous vengerons de la France et de ses intérêts par tous les moyens à notre disposition, pour l'honneur de nos filles et de nos sœurs », en réactions aux propos de M. Sarkozy sur la burqa.
Le 8 août, un attentat-suicide devant l'ambassade française à Nouakchott en Mauritanie fait 3 blessés, deux policiers français et une passante mauritanienne.

### 2010

#### Possible conclusion d'un pacte de non agression entre la Mauritanie et AQMI
En 2010, selon des documents américains saisis par les forces spéciales américaines lors de l'assaut contre la cache de Ben Laden que l'agence Reuters s'est procurée, la Mauritanie aurait tenté de nouer un pacte de non-agression avec AQMI. En échange, al-Qaïda central avait demandé la fin des attaques de l'armée mauritanienne contre ses hommes, la libération de prisonniers et le versement chaque année d'une somme de 10 à 20 millions d'euros,.

#### Élimination de responsables d'AQMI en Algérie par les forces de sécurité
Le 19 novembre 2010, Izza Rezki alias Abou Djaffar, qui serait le principal financier d'AQMI a été abattu avec l'un de ses acolytes par les forces de sécurité à une cinquantaine de kilomètres à l'est d'Alger.
Le 5 décembre 2010, l'émir de katibat El Arkam de l'ex-GSPC, Habib Mourad alias Nouh et son adjoint Samir Zoubeir sont éliminés par les forces de sécurité algériennes à proximité de la ville de Bordj Menaïel.

### 2011

#### Enlèvement du «Toulousain» à Niamey et mort des deux otages français
Le 8 janvier 2011, Al-Qaïda au Maghreb Islamique enlève deux Français Vincent Delory et Antoine de Léocour (25 ans tous les deux, respectivement ingénieur et bénévole) au Niger, l'un faisant partie d'une ONG ; l'autre était un ami du premier. La revendication est authentifiée le 12 janvier 2011 par un document de propagande audio. Au cours d'une tentative de libération par les forces françaises, les deux otages sont tués. Le rapport d'expertise sur la mort des deux Français, demandé par le Justice à la suite de la levée du secret défense par le ministère de la Défense français,, précise que Vincent Delory « n'a été victime d'aucun tir direct » mais que sa mort résulte « des effets thermiques dégagés par un foyer d'incendie ».
Lors d'une réunion de la commission de la défense de l'Assemblée nationale française, le député Yves Fromion s'est déclaré « très réservé quant à la façon dont la récente prise d'otages français à Niamey a été traitée. Il ne s'agit naturellement pas de briser la nécessaire union nationale contre le terrorisme, mais ceux qui ont donné l'ordre d'intervention devraient en tirer les enseignements afin de mieux réagir à l'avenir. En effet, c'est à la chance que l'on doit de ne pas avoir subi des dégâts plus importants encore. Gardons-nous de reproduire à l'avenir ce genre d'expédition insuffisamment mûrie », tout en précisant : « Je n'ai pas mis en cause nos forces armées. Mon interpellation concernait ceux qui ont déclenché l'intervention ». Au moment de l'attaque par les militaires français, quatre gendarmes nigériens non entravés se trouvaient aux côtés des ravisseurs et de leurs deux otages,.

### 2012: le Nord du Mali sous le contrôle d'AQMI

#### Début de la guerre du Mali et fondation d'Ansar Eddine, cheval de Troie d'AQMI

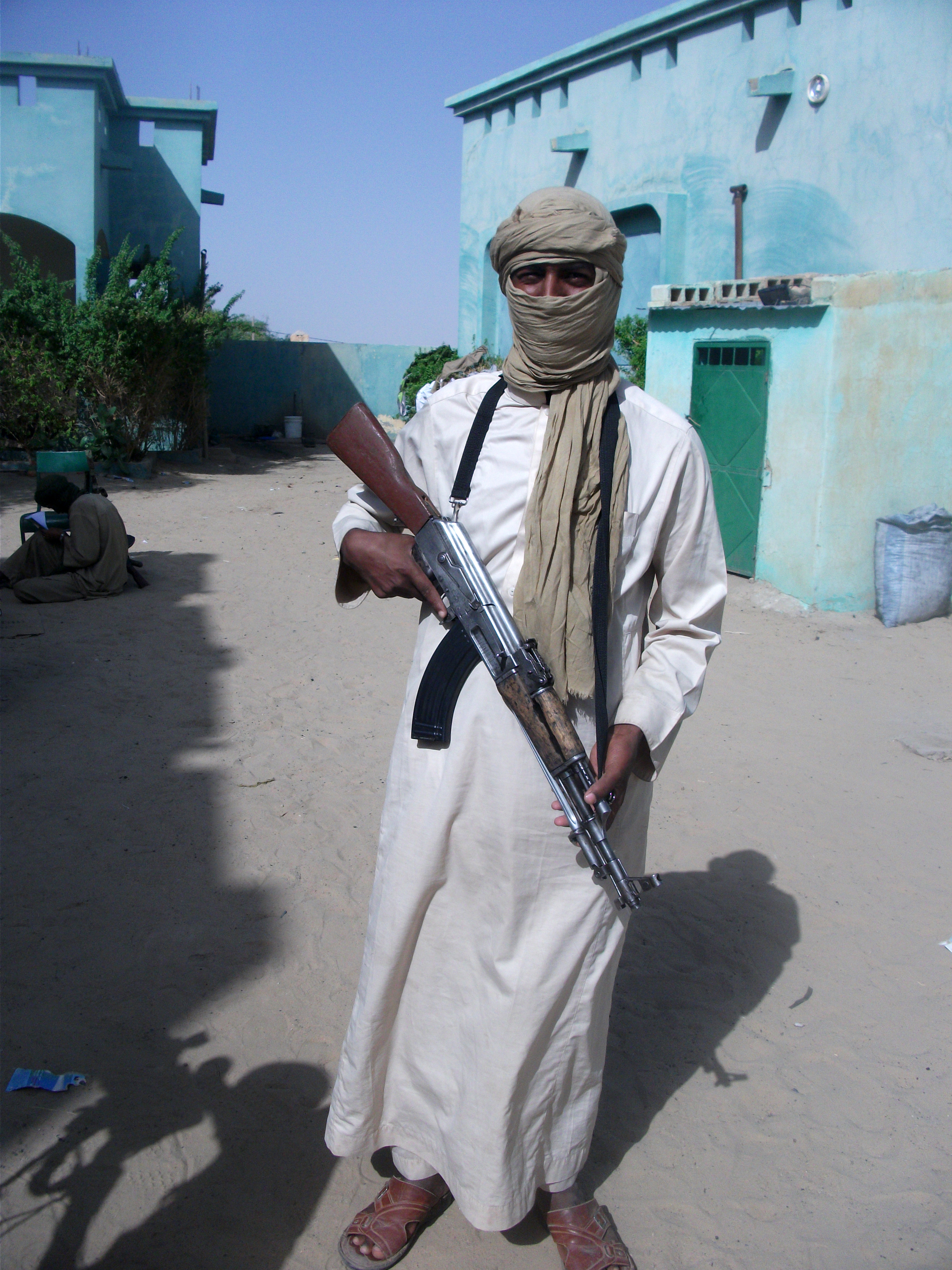
Un djihadiste.

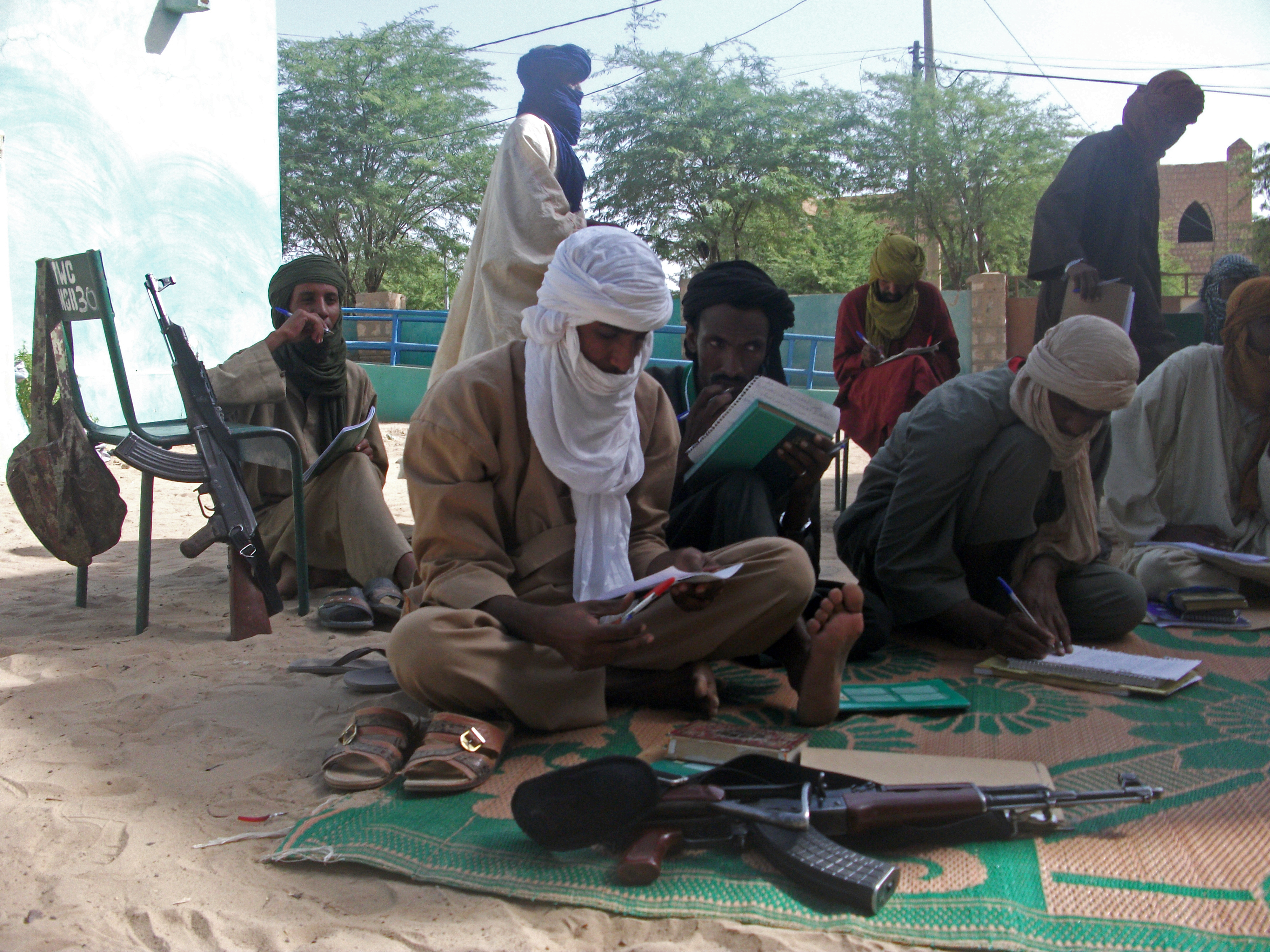
Des djihadistes dans le nord du Mali, en 2012.

En janvier 2012, la guerre du Mali éclate : une insurrection menée par les indépendantistes touaregs du Mouvement national pour la libération de l'Azawad (MNLA), les insurgés arabes du Front de libération nationale de l'Azawad (FLNA) et par des groupes salafistes djihadistes (Ansar Dine, le Mouvement pour l'unicité et le jihad en Afrique de l'Ouest (MUJAO) et AQMI) prend le contrôle du nord du pays.
Fin 2011, Iyad Ag Ghali, un ancien rebelle touareg converti au salafisme, a échoué à être reconnu comme chef militaire par le MNLA et comme héritier d'Intalla Ag Attaher, l'amenokal des Ifoghas. Ag Ghali se tourne alors vers son neveu, Abdelkrim al-Targui, le chef d'une katiba d'AQMI, et propose de le rallier avec sa cinquantaine de partisans. Informé, Abdelmalek Droukdel, le chef d'AQMI, préfère employer la tactique du « cheval de Troie » et est favorable à ce qu'Iyad Ag Ghali forme son propre mouvement qui pourrait servir de vitrine plus présentable,. Iyad Ag Ghali fonde donc début de ce conflit Ansar Dine, un nouveau groupe djihadiste.

#### Prise de contrôle du Nord du Mali par AQMI et Ansar Eddine
Tessalit est prise le 18 janvier. Le 24 janvier, AQMI s'empare de la ville d'Aguel'hoc. Entre 82  et   153 soldats maliens sont massacrés,,. Le camp militaire d'Amachach tombe le 11 mars, Kidal suit le 30 mars, puis Tombouctou et Gao, le 31 mars et le 1er avril. Le gouvernement malien a alors perdu le contrôle de tout le territoire du Nord.
Le 2 avril, menés directement par Iyad Ag Ghali, Djamel Okacha, Abou Zeïd et Mokhtar Belmokhtar, les force d'Ansar Dine et d'AQMI viennent en force prendre le contrôle de Tombouctou et expulser les troupes du MNLA et du FLNA qui s'en étaient emparés la veille.
Les djihadistes répriment les pillages, distribuent des vivres et font aussitôt appliquer la charia,. La vente et la consommation d'alcool, de cigarettes ou de drogues est interdite, de même que la musique, le port du voile islamique est rendu obligatoire pour les femmes et des tribunaux islamiques sont instaurés. Les peines prévues sont le fouet en cas de consommation d'alcool ou de relations sexuelles hors mariage, l'amputation d'une main ou d'une jambe en cas de vol et la lapidation en cas d'adultère,. Fin juillet 2012, à Aguel'hoc, des hommes d'AQMI et Ansar Dine mettent à mort un couple par lapidation pour avoir conçu plusieurs enfants hors mariage,,.
Le 27 juin 2012, des combats éclatent à Gao, opposant le MNLA et les djihadistes du MUJAO soutenus par la katiba de Belmokhtar. Belmokhtar prend le commandement des forces djihadistes et les rebelles touaregs sont chassés de la ville,,,. Malgré la conclusion d'une trêve et des appels à l'apaisement, le MNLA repasse à l'attaque en novembre près d'Ansongo. Les djihadistes repoussent cette offensive, contre-attaquent et prennent Ménaka le 19 novembre,,,.
À la fin de l'année 2012, les djihadistes tiennent toujours l'essentiel du Nord du Mali, dont ils se partagent le contrôle. Ansar Dine est maître des environs de Kidal et de la région allant de Tombouctou à Léré, le MUJAO contrôle les environs de Gao, tandis qu'AQMI est surtout en force à l'extrême nord de la région de Kidal.

#### Occupation des territoires conquis: la stratégie de «profil bas» d'AQMI
Le 20 juillet 2012, Abdelmalek Droukdel envoie un document intitulé « Orientation du jihad dans l’Azawad » qui sera découvert à Tombouctou en février 2013 par des journalistes de RFI et Libération, dans lequel il indique sa stratégie pour le Mali.
Selon lui, Ansar Dine doit servir de vitrine et Al-Qaïda se montrer discret afin d'éviter une intervention militaire étrangère. La direction du futur gouvernement doit être confiée à Iyad Ag Ghali, mais ce dernier doit être encadré par les dirigeants d'AQMI.
Dans ce contexte, il dénonce le zèle des djihadistes dans l'application de la charia, notamment la destruction des mausolées de Tombouctou, qui selon lui a attiré inutilement l'attention de la communauté internationale et risque de retourner la population contre eux. Droukdel défend une application progressive de la charia qui doit être expliquée aux habitants avant d'être appliquée, afin de gagner les cœurs et les esprits des populations.
Enfin, il regrette également la rupture de l'alliance avec le MNLA.
Ces instructions n'ayant pas été appliquées, ce texte met aussi en lumière, selon les journalistes de RFI et Libération, les difficultés d'Abdelmalek Droukdel à faire respecter son autorité,,,,,,,,.

#### Évolution du commandement
Le 9 septembre 2012, Nabil Abou Alqama , émir d'AQMI pour le Sahara et le Sahel, trouve la mort dans un accident de voiture dans la région de Gao au Mali. Djamel Okacha lui succède.
En octobre, Droukdel destitue Belmokhtar du commandement de sa katiba en raison de son comportement jugé trop indépendant et de ses désobéissances,. Aussi, en décembre 2012, Belmokhtar annonce qu'il rompt avec AQMI et forme un nouveau groupe : Les Signataires par le sang.
Le 12 octobre 2012, le Conseil de sécurité des nations-unies charge les pays de la Cédéao de mobiliser les forces armées ouest-africaines et de définir un plan de reconquête militaire du nord du Mali qui se trouve alors entre les mains d'AQMI, du MUJAO et d'Ansar Dine.

### 2013: intervention militaire française

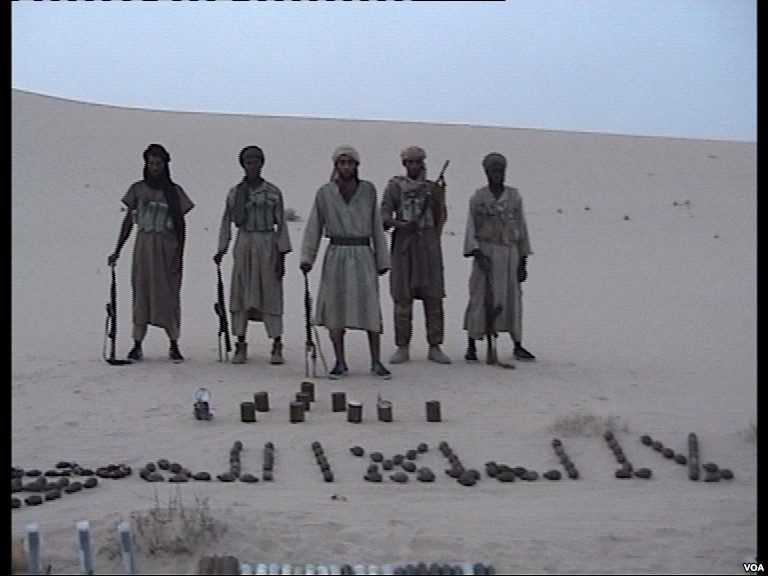
Des djihadistes d'AQMI dans le Sahel, en 2011.

En janvier 2013, AQMI prend part à l'offensive djihadiste au sud du Mali aux côtés d'Ansar Dine et du MUJAO. Cette offensive déclenche une intervention militaire de la France de janvier à mars. Face aux armées maliennes, françaises et tchadiennes, les djihadistes subissent une succession de défaites : d'abord à la bataille de Konna, du 9 au 17 janvier, puis à la bataille de Diabaly, du 14 au 21 janvier,. Les derniers hommes d'AQMI abandonnent Tombouctou le 27 janvier, quelques heures avant que les parachutistes français ne prennent le contrôle de la ville,.
Les djihadistes se replient alors dans leur principal sanctuaire au Mali : l'Adrar Tigharghar, où ils sont attaqués par les Français et les Tchadiens le 18 février. La vallée de l'Ametettaï est prise le 3 mars après de féroces combats, les autres vallées du Tigharghar suivent,. Après sa défaite à la bataille du Tigharghâr, AQMI perd sa principale place forte au Mali ; le groupe disperse alors ses troupes et cherche à éviter les affrontements,.
Les combats au Mali ont fait 600  à   700 morts dans les rangs des djihadistes dans les six premiers mois de l'année 2013. Parmi les morts figurent plusieurs chefs : Mohamed Lemine Ould El-Hassen, l'émir de la katiba Al Fourghan, tué par les Français le 24 février dans le Timétrine avec une quinzaine de ses hommes lors de l'opération Avrid. Abou Zeïd, le chef de la katiba Tarik Ibn Ziyad, est tué à son tour entre le 22 et le 27 février lors de la bataille du Tigharghâr,,,. Leurs morts sont officiellement confirmées par AQMI le 16 juin 2013,
Du 20 mars au 1er avril cependant, AQMI mène avec quelques dizaines combattants deux attaques sur Tombouctou. La première comme la deuxième se soldent par des échecs ; 30 djihadistes sont tués, ainsi que 5 civils, tandis que l'armée malienne déplore 3 morts et 18 blessés et les Français un seul blessé.
Le 25 avril, AQMI appelle au djihad contre la France dans un discours prononcé par Abou Obeida Youssef al-Annabi,.
Le 28 septembre, des candidats au suicide commettent un attentat à Tombouctou en faisant exploser un véhicule piégé devant une caserne, tuant deux civils et blessant six militaires blessés,. L'attentat est revendiqué le lendemain par AQMI,.

### 2014
Le 19 avril, 19 militaires algériens sont tués dans une embuscade à Iboudraren, revendiquée par AQMI le 1er mai,.
Le 16 septembre, cinq Touaregs sont enlevés à Zouéra, au nord de Tombouctou par des hommes d'AQMI. Quatre des otages sont par la suite relâchés mais le cinquième, accusé par les djihadistes d'être un informateur de l'armée française, est retrouvé décapité le 23 septembre à Zouéra,,.

### 2015
Le 5 février 2015, AQMI revendique l'assassinat de Bay Ag Hamdy, haut responsable du MNLA tué le 26 janvier à Egedwatan à l'ouest de Tessalit.
Le 19 mars, à la foire de Tichift, au nord de Tombouctou, des hommes d'AQMI tuent puis décapitent publiquement un Touareg accusé d'être un informateur au service des Français,.
Le 28 mars, Lokman Abou Sakhr, le chef de la katiba Okba Ibn Nafaâ est tué avec huit de ses hommes par la garde nationale tunisienne dans une embuscade à Sidi Aïch,.
La nuit du 18 au 19 mai, au nord-est de Kidal, au Mali, Abdelkrim al-Targui, le chef de la katiba Al-Ansar, est tué par les forces spéciales françaises, ainsi que trois autres djihadistes, dont un chef d'Ansar Dine,.
Le 2 juillet, AQMI tend une embuscade à Takoumbaout, entre Goundam et Tombouctou, à un convoi de casques bleus du Burkina Faso, ces derniers laissent six morts et cinq blessés,,,.
Le 5 juillet, dans la région de Kidal, deux combattants d'AQMI sont capturés par les Français et un autre est tué. Ce dernier est Mohammed Ali Ag Wadossene, impliqué dans l'enlèvement de l'otage français Serge Lazarevic. Il avait été relâché en décembre 2014 en échange de la libération de ce dernier,,.
Les 16 et 17 juillet, 9  à   14 soldats algériens sont tués dans une embuscade à Djebel Louh, près de Tarik Ibn Ziad. AQMI revendique l'attaque le 18,.
Le 3 août, les djihadistes attaquent Gourma-Rharous et tuent 11 gardes nationaux maliens. L'attaque est revendiquée le jour même par AQMI,,.
En octobre 2015, au Mali, AQMI assassine deux Touaregs accusés d'« espionnage » pour le compte des Français. Le 6 décembre, le groupe publie une vidéo montrant l'exécution de trois « espions » — un Mauritanien et deux Maliens — qui sont égorgés ou tués par balles,.

#### Première action en Tunisie
Le 13 octobre 2015, en Tunisie, un berger enlevé trois jours plus tôt est retrouvé mort près de Kasserine, tué d'une balle dans la tête. L'assassinat est revendiqué par la katiba Okba Ibn Nafaa qui accuse le berger d'être un informateur de l'armée. Il s'agit du premier enlèvement et de la première exécution en Tunisie d'un civil tunisien par AQMI.

#### Attentat du Radisson Blu de Bamako et ralliement d'Al-Mourabitoune à AQMI
L'attentat du Radisson Blu de Bamako, commis le 20 novembre 2015 et ayant causé la mort de 20 personnes, est revendiqué par Al-Mourabitoune, qui affirme avoir mené l'attaque en coordination avec AQMI,. Le 4 décembre 2015, Abdelmalek Droukdel confirme dans un message audio que l'attaque au Radisson Blu de Bamako a été menée conjointement avec Al-Mourabitoune ; le même jour, il annonce le ralliement d'Al-Mourabitoune à AQMI,.

### 2016

#### Attentat de Ouagadougou
Le 15 janvier 2016, AQMI revendique des attentats à l'hôtel Splendid en plein cœur de Ouagadougou, au Burkina Faso.

#### Attentat de Grand-Bassam (Côte d'Ivoire)
Le 13 mars 2016, AQMI  revendique plusieurs fusillades sur trois hôtels de la Côte d'Ivoire à Grand-Bassam, zone touristique, faisant 16 morts : 14 civils et 2 militaires.
La nuit du 16 au 17 mars 2016, des combattants d' AQMI tuent trois gendarmes dans une attaque à Dolbel, à l'ouest du Niger, près de la frontière avec le Burkina Faso et le Mali,.
Le 29 août 2016, trois soldats tunisiens sont tués et sept autres blessés dans l'explosion de mines durant une opération au mont Sammama. L'attaque est revendiquée par AQMI. Des affrontements se sont poursuivis jusqu'au soir du 29 août selon la presse locale.
Le 4 novembre 2016, AQMI diffuse une vidéo montrant l'exécution de quatre personnes, dont un garde national malien et un responsable du MNLA,,.

### 2017: fusion de tous les groupes affiliés à AQMI dans le Sahara
Le 18 janvier 2017, un kamikaze se fait exploser dans un camp militaire à Gao, au milieu de combattants des groupes armés de la CMA et de la Plateforme, qui s'étaient réunis pour mener des patrouilles mixtes dans le cadre du Mécanisme opérationnel de coordination (MOC), convenu lors de l'accord d'Alger de 2015. L'attentat de Gao, revendiqué par AQMI, fait 77 morts.
Le Groupe de soutien à l'islam et aux musulmans (GSIM) annonce sa formation dans un document vidéo rendu public le 2 mars,. Les chefs djihadistes  Iyad Ag Ghali, l'émir d'Ansar Dine, Djamel Okacha, l'émir d'AQMI au Sahara, Amadou Koufa, l'émir de la katiba Macina, Abou Hassan al-Ansari, l'adjoint de Mokhtar Belmokhtar, émir de la katiba Al-Mourabitoune, et Abou Abderrahman El Senhadji le qadi d'AQMI,, annoncent leur rassemblement dans une seule structure et prêtent allégeance à Ayman al-Zawahiri, l'émir d'al-Qaïda ; à Abdelmalek Droukdel, l'émir d'AQMI ; et à Haibatullah Akhundzada, l'émir des talibans,. Iyad Ag Ghali est désigné comme le chef de ce mouvement.
Ces organisations djihadistes étaient déjà étroitement liées avant leur fusion et s'étaient coordonnées dans diverses opérations,. Par cette annonce, le GSIM cherche à s'afficher comme un groupe puissant et à contrer l'influence de l'État islamique,.

### 2018
Le 20 janvier 2018, deux chefs d'AQMI — Bilel Kobi, proche conseiller d'Abdelmalek Droukdel, et Hamza Ennimr — sont tués dans le mont Sammama, au centre de la Tunisie, lors d'une opération de la garde nationale.
Le 8 juillet 2018, six gardes nationaux tunisiens sont tués par des hommes d'AQMI près du poste-frontière de Ghardimaou.

### 2019
Le 2 septembre 2019, trois terroristes dont un émir de la Katiba Okba Ibn Nafaa sont abattus par l'armée tunisienne ainsi que l'USGN lors d'une opération conjointe à Haïdra.
Le 20 octobre 2019, le frère de Lokman Abou Sakhr, Ouf Abou Mouhajer, un élément classé dangereux et recherché par les services algériens et tunisiens, est abattu à son tour par les unités sécuritaires et militaires sur les hauteurs de Kasserine.

### 2020
Le 9 janvier 2020, un terroriste est arrêté par les forces de l'ordre tunisiennes dans la région de Kasserine. Il faisait partie de la Katiba Okba Ibn Nafaa.
Le 3 juin 2020, son chef, Abdelmalek Droukdel, est tué par l'armée française au Mali. Cinq mois plus tard, l’organisation choisit son successeur, Yazid Mebarek alias Abou Obeida Yousouf al-Annabi.
Deux des principaux chefs d'AQMI, Leslous Madani, notamment responsable du « comité de la charia » du groupe, et Herida Abdelmadjid, responsable de la propagande, sont abattus dans un raid de l'armée algérienne en décembre 2020.

### 2021
Le 31 décembre 2021, le groupe djihadiste nigérian Ansaru annonce avoir prêté allégeance à Al-Qaïda au Maghreb islamique en 2020,,.

## Effectifs
En janvier 2013, Mathieu Guidère, universitaire et professeur d'islamologie à l'université Toulouse - Jean Jaurès, évalue à près de 1 000 le nombre des combattants d'AQMI au Mali. En novembre 2013, il revoit son estimation un peu à la hausse et déclare qu'AQMI comptait 1 500 hommes au Mali avant le début de l'Opération Serval et que dix mois après ils ne seraient plus que 500.
Selon le média algérien TSA, des sources sécuritaires estiment à 400 hommes le nombre de combattants d'AQMI présents dans les montagnes de Kabylie au début de l'année 2013, dont 280 dans la wilaya de Bouira, 73 dans la wilaya de Boumerdès et 50 dans la wilaya de Tizi Ouzou.
Début août 2014, Mélanie Matarese, journaliste pour Le Figaro écrit que selon « un proche des mouvements islamistes », AQMI compte encore 700 hommes au Mali. En septembre, elle indique qu'AQMI compte 800 hommes en Algérie.
En novembre et décembre 2015, Mathieu Olivier et Rémi Carayol, journalistes de Jeune Afrique, écrivent que selon la DGSE malienne, AQMI, en perte d'influence, ne compterait plus dans le Sahara que 200 combattants divisés en trois katiba. Cependant, AQMI bénéficie peu après du ralliement  de l'organisation terroriste Al-Mourabitoune, dont les estimations sur le nombre de ses combattants vont de 200 à un millier,.
En janvier 2017, le chercheur Marc Mémier estime qu'AQMI au Sahel compte autour de 500 hommes, dont 250 à 300 pour la katiba Al-Mourabitoune,.

## Organisation

### Commandement
Après sa fondation en 2007, AQMI est dirigé par Abdelmalek Droukdel. Celui-ci est à la tête d'un Conseil des Chefs (Majlis al-Ayan), composé de 14 membres, qui l'ont élu à la tête du groupe et qui lui renouvellent leur allégeance chaque année. AQMI comporte également un Conseil consultatif — ou choura — (Majlis al-Choura), qui compte des membres du Conseil des chefs, des juges (qadi) et des membres de différents comités.
Abdelmalek Droukdel est tué par l'armée française le 3 juin 2020 à Talhandak, au nord du Mali,. Le 21 novembre 2020, AQMI annonce qu'Abou Obeida Youssef al-Annabi lui succède à la tête de l'organisation,.

### Algérie
Les forces d'AQMI en Algérie sont réparties dans différentes brigades, également appelées  katiba: 
- La katiba Al Feth
- La katiba Al Nour
- La katiba Al Ansar
- La katiba Al Wenchir
- La katiba Al Siddiq
- La katiba Al Arkam, qui rompt avec AQMI et prête allégeance à l'État islamique en juillet 2014, avant d'être anéantie en 2015. Elle a été commandée par :
  - Abdelmalek Gouri, dit Khaled Abou Slimane (tué en 2014)[174]

### Sahara et Sahel
La zone du Sahara, appelée "région IX" par AQMI est dirigée par un chef qui reçoit la charge d'« émir du Sahara ». Les chefs qui se succèdent à cette charge sont :
- Mokhtar Belmokhtar (de 2003 à l'été 2007)[20],[21] ;
- Yahia Djouadi (de l'été 2007 à novembre 2011[20],[21], tué en 2022[175]) ;
- Nabil Abou Alqama (de novembre 2011 à septembre 2012, tué en 2012)[176] ;
- Djamel Okacha (à partir de septembre 2012[21], tué en 2019[177]).

Les forces d'AQMI sont réparties dans quatre à cinq brigades ou katiba :
- La katiba Al-Mouthalimin, qui rompt avec AQMI en décembre 2012, puis la katiba Al-Mourabitoune, qui réintègre AQMI en décembre 2015, commandée par :
  - Mokhtar Belmokhtar, dit Khaled Abou al-Abbas
- La katiba Tarik Ibn Ziyad, commandée par 
  - Mohammed Ghdiri, dit Abou Zeid[21],[13] (tué en 2013)[98]
  - Saïd Abou Moughatil, dit Abou Saïd el-Djazaïri[21],[13]
- La katiba Al Fourghan, commandée initialement par 
  - Djamel Okacha, dit Yahia Abou el-Hammam (promu émir du Sahara en 2012)[21],[13](tué  en 2019)[177]
  - Mohamed Lemine Ould El-Hassen, dit Abdallah Al-Chinguetti[21],[13] (tué en 2013)[21],[13]
  - Abderrahmane Talha, dit Abou Talha al-Mauritani[21],[13]
- La katiba Al Ansar, formée en 2010, commandée par
  - Hamada Ag Hama, dit Abdelkrim al-Targui[21] (tué en 2015)[179],[13]. Aucune annonce n'ayant été faite par AQMI sur un remplacement d'al-Targui après sa mort, la katiba pourrait avoir été dissoute, ses combattants rejoignant Ansar Dine ou Al-Mourabitoune[13].
- La katiba Youssef Ibn Tachfin , formée en novembre 2012, commandée par :
  - Sedane Ag Hita, dit Abou Abdel Hakim al-Kidali[21],[13]

### Tunisie
La Tunisie compte une katiba d'AQMI : 
- La katiba Okba Ibn Nafaâ, commandée par :
  - Khaled Hamadi Chaieb, dit Lokman Abou Sakhr[180] (tué en 2015)[180]

## Pertes
Selon le ministère de la défense nationale, les pertes « terroristes » dans le pays sont les suivantes :
- En 2007 : 299 morts, 280 capturés et 26 se sont rendus[181].
- En 2008 : 210 morts, 299 capturés et 49 se sont rendus[181].
- En 2009 : 260 morts, 376 capturés et 43 se sont rendus[181].
- En 2010 : 242 morts, 289 capturés et 24 se sont rendus[181].
- En 2011 : 132 morts, 152 capturés et 33 se sont rendus[181].
- En 2012 : 222 morts, 112 capturés et 56 se sont rendus[181].
- En 2014 : Plus de 100 morts[182],[183].
- En 2015 : 109 morts, 36 capturés[184].
- En 2016 : 125 morts, 225 capturés[185].
- En 2017 : 131 morts, 214 capturés, 30 se sont rendus[186]
- En 2018 : 57 morts, 170 capturés, 132 se sont rendus[186]
- En 2019 : 15 morts, 25 capturés, 44 se sont rendus[187]
- En 2020 : 21 morts, 9 capturés, 7 se sont rendus [188]
- En 2021 : 23 neutralisés, 9 morts, 8 capturés, 6 se sont rendus[189]

## Financement

### Rançons
Selon Jean-Charles Brisard, « spécialiste du terrorisme », 90 % des ressources d'Aqmi viennent des rançons obtenues contre la libération d'otages. De 2008 à 2013, plus de 120 millions d'euros auraient été versés à AQMI par les pays occidentaux pour payer les rançons d'otages, dont 55 millions par la France.

### Controverse sur le trafic de drogue
D'autres experts parlent également de trafics d'armes, de drogue (« deux flux de drogues illicites — l'héroïne dans l'est de l'Afrique et la cocaïne dans l'ouest — se rejoignent dans le Sahara »), de migrants clandestins ; et évoquent aussi le soutien de « quelques membres des forces de sécurité de certains pays » ; pays parmi lesquels, peut-être, l'Algérie (« Aqmi est issu de l'ancien GSPC (Groupe salafiste pour la prédication et le combat), qui serait une création des services algériens » selon Charles Saint-Prot,.
En 2010, Antonio Maria Costa, directeur de l'Office des Nations unies contre la drogue et le crime, déclare que : « Dans le Sahel, les terroristes puisent dans les ressources du trafic de drogue pour financer leurs opérations, acheter des équipements et payer leurs troupes ».
Selon Marc Mémier, chercheur à l'Institut français des relations internationales (IFRI) : « Une autre source de financement d’AQMI et de ses affiliés qui a été largement avancée ces dernières années par divers acteurs est le trafic de stupéfiants, dont celui de la cocaïne. Il convient cependant de rester prudent sur cette connexion, qui, si elle a beaucoup été argumentée dans divers discours et publications, a rarement été documentée sur la base de preuves tangibles. L'affaire « Air Cocaïne » de 2009 au nord de Gao ainsi que l’implication de figures notables du MUJAO dans ce genre de trafics ont contribué à répandre deux idées erronées : la place centrale de la route terrestre sahélo-saharienne (notamment via le Nord-Mali) dans le trafic transnational de cocaïne d’une part ; l’implication massive et généralisée des groupes armés djihadistes dans ces trafics d’autre part. S’il ne s’agit pas de nier l’existence de liens entre certains groupes, dont AQMI, et le trafic de stupéfiants, il importe cependant de ne pas les surestimer. Il est également nécessaire d’opérer des distinctions claires entre les groupes ainsi qu’au sein d’entre eux entre les différentes katibas, sections, jusqu’aux individus participants à ces trafics. De manière générale, il demeure très peu probable que le trafic de drogue ait constitué une source de financement de premier plan d’AQMI et d'Al-Mourabitoun, même s’il a pu alimenter, parfois de façon substantielle, les revenus de certains groupes comme le MUJAO ».

### Accusations non documentées contre le Qatar en 2012
En 2012, au cours de la guerre du Mali, le Qatar est accusé par Le Canard enchaîné, qui s'appuierait sur une source de la Direction du Renseignement militaire (DRM), de financer au Mali AQMI, ainsi qu'Ansar Dine, le MUJAO et le MNLA, par le biais du Croissant-Rouge du Qatar, seule organisation humanitaire autorisée à opérer dans les territoires contrôlés par les djihadistes au nord du Mali,,,,,. En octobre 2012, la DGSE dément cependant la présence de forces spéciales ou d'agents qataris au Mali,. L'historien Jean-Christophe Notin doute également qu'un soutien ait été apporté par le Qatar aux groupes armés maliens et indique que selon une source proche de la DGSE : « jamais aucune preuve n'a été apportée d'un transfert de fonds de sa part en direction des djihadistes ».

## Les otages d'AQMI
Les premiers enlèvements d'Occidentaux sont commis par le GSPC en 2003. En février et en mars, 32 touristes, majoritairement allemands et autrichiens, sont enlevés par Abderazak el Para, qui pour échapper à l'armée algérienne choisit de se réfugier au Mali. Les otages sont divisés en plusieurs groupes, certains sont délivrés par les militaires algériens, d'autres sont confiés à Mokhtar Belmokhtar.[pas clair] Des négociations sont engagées entre les ravisseurs et deux notables envoyés par le gouvernement malien ; Iyad Ag Ghali et Baba Ould Choueikh. À l'issue des discussions, les otages sont relâchés le 18 août en échange d'une rançon de cinq millions d'euros qui enrichit considérablement les djihadistes et va les pousser à poursuivre ce type d'action.
Le 22 février 2008, deux touristes autrichiens, Andrea Kloiber et Wolfgang Ebner, sont enlevés dans le sud de la Tunisie, près de la frontière avec la Libye, par la katiba d'Abou Zeïd, qui les transfère dans une zone désertique entre l'Algérie et le Mali. Ils sont libérés le 30 octobre 2008. Selon les services de renseignements maliens, une rançon d'au moins 2 millions d'euros a été versée,.
Le 14 décembre 2008 à l'ouest de Niamey au Niger, un groupe de trois djihadistes menés par Omar Ould Hamaha, l'oncle de l'épouse de Belmokhtar, enlève deux diplomates canadiens, Robert Fowler et Louis Guay. Après négociations, les deux otages sont libérés le 21 avril 2009. Une centaine de djihadistes se rassemblent ce jour-là, mais une violente dispute éclate entre Belmokhtar et Abou Zeid, le chef de la katiba Tarik Ibn Ziyad, qui refuse de relâcher deux de ses otages, et témoigne de la rivalité qui oppose les deux chefs. L'annonce de la libération de Robert Fowler et Louis Guay est également très mal accueillie par le chef d'AQMI, Abdelmalek Droukdel, qui reproche à Belmokhtar d'avoir obtenu une rançon de 700 000 euros seulement. Cependant selon le journaliste Serge Daniel, la rançon versée aurait été de trois millions d'euros et Belmokhtar n'en aurait reversé qu'une partie,,,,,,,.
L'année 2009 est marquée par une recrudescence d'enlèvements de ressortissants occidentaux contre le paiement de rançons. Le 22 janvier 2009, quatre touristes européens — un couple suisse, une Allemande et un Britannique — sont capturés au Niger, près de la frontière avec le Mali, par la katiba d'Abou Zeïd. Les deux femmes sont libérées en avril mais le même mois, AQMI menace de tuer un de ses otages si Abou Qatada — prédicateur jordanien d'origine palestinienne condamné à mort dans son pays pour activité terroriste et prisonnier au Royaume-Uni sans avoir été jugé en vertu des lois contre le terrorisme[pas clair] — n'est pas libéré. le Royaume-Uni refuse de payer une rançon. L'otage britannique Edwin Dyer est alors décapité ; le 31 mai 2009, AQMI annonce son exécution sur un site internet islamiste. Au moins 3,5 millions d'euros ont été versés pour la libération des autres otages,,.
Le 26 novembre 2009, Pierre Camatte, un ressortissant français président de l’organisation non gouvernementale Icare qui lutte contre le paludisme dans le Cercle de Ménaka et du comité de jumelage de la ville française de Gérardmer et de la commune rurale malienne de Tidermène, a été enlevé dans l’hôtel dont il est gérant à Ménaka, dans la région de Gao. Le ministère de la Sécurité Intérieure et de la Protection Civile a confirmé et condamné l’enlèvement. Le 8 décembre 2009, AQMI revendique dans un enregistrement sonore diffusé par la chaîne de télévision Al Jazeera, l’enlèvement du Français ainsi que celui de trois Espagnols en Mauritanie le 29 novembre 2009. Retenu par la katiba d'Abou Zeïd, Pierre Camatte est relâché en février 2010, contre la libération d'un islamiste.
Le 29 novembre 2009 en Mauritanie, la katiba Al-Moulathimin de Belmokhtar enlève trois travailleurs humanitaires espagnols au nord-ouest de Nouakchott, dont une femme. Cette dernière, qui se convertit à l'islam pendant sa captivité, est relâchée le 10 mars 2010. Les deux autres otages, Albert Vilalta et Roque Pascual, sont libérés le 23 août de la même année en échange d'une rançon de huit millions d'euros,,. La France dénonce l'attitude espagnole dans le règlement de cette affaire.
Le 18 décembre 2009, un couple d'Italiens, Sergio Cicala et Philomène Kaboré — également de nationalité burkinabée — sont enlevés par les hommes de Djamel Okacha à la frontière entre le Mali et la Mauritanie. Ils sont libérés le 16 avril 2010.
Michel Germaneau, un humanitaire et ancien ingénieur français, est enlevé par la katiba d'Abou Zeïd le 19 avril 2010 à In Abangharet dans le nord du Niger,. Le 25 juillet 2010, AQMI annonce avoir exécuté l'otage français en représailles au raid de l'Akla mené par l'armée mauritanienne et l'armée française. Âgé, malade et privé de traitement médical, Michel Germaneau pourrait en réalité avoir succombé à une insuffisance cardiaque,. Cependant, selon Béchir Bessnoun (un combattant tunisien d'AQMI arrêté au Mali en 2011 lors d'une tentative d'attentat contre l'ambassade de France à Bamako), Michel Germaneau aurait été exécuté dans l'Adrar Tigharghar d'une balle dans la tête par Abdelkrim al-Targui, sur un ordre donné par Abou Zeïd et Djamel Okacha. Bessnoun ajoute que la vidéo de son exécution était montrée aux nouvelles recrues d'AQMI mais qu'elle n'a jamais été diffusée sur internet,,. Le 3 mars 2013, l'armée tchadienne annonce que le passeport de Michel Germaneau a été trouvé après les combats dans la vallée de l'Ametettaï. Le corps de Michel Germaneau n'a pas été retrouvé.
Le 7 janvier 2011, la katiba de Belmokhtar tente une nouvelle action à Niamey. Six djihadistes pénètrent en plein cœur de la capitale nigérienne et enlèvent deux jeunes Français, Antoine de Léocour et Vincent Delory. Leur véhicule, poursuivi par les forces nigériennes, parvient à gagner le Mali, où il est attaqué par les forces spéciales françaises. À l'issue du combat, les djihadistes sont tués ou dispersés, mais les deux otages français perdent également la vie ; Antoine de Léocour est exécuté sommairement et Vincent Delory est probablement tué par des tirs français,.

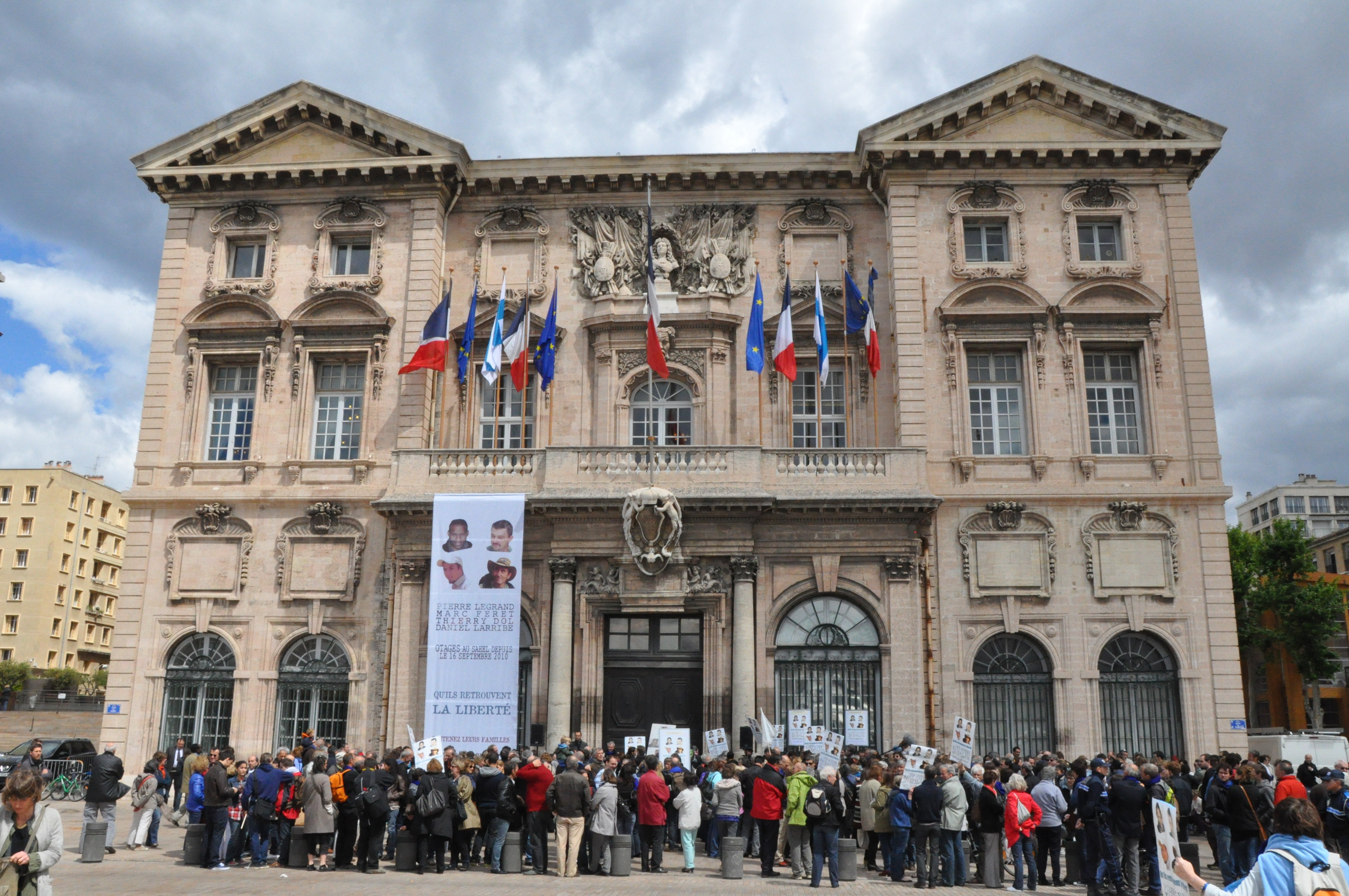
Manifestation à Marseille, le 25 mai 2013, pour la libération de Pierre Legrand, Marc Feret, Thierry Dol et Daniel Larribe enlevés le 16 septembre 2010.

Le 16 septembre 2010, sept personnes ; les Français Pierre Legrand, Françoise Larribe, Daniel Larribe, Thierry Dol, Marc Féret, le Malgache Jean-Claude Rakotoarilalao et le Togolais Alex Kodjo Ahonado, employés d'un site d'extraction d'uranium d'Areva à Arlit au Niger, sont enlevés par la katiba d'Abou Zeïd,. La prise d'otage est revendiquée le 21 septembre 2010 dans un communiqué publié par Al Jazeera. Après leur capture, ils sont aussitôt conduits par les djihadistes dans l'Adrar Tigharghar. Françoise Larribe, Jean-Claude Rakotoarilalao et Alex Kodjo Ahonado sont libérés dans la nuit du 24 au 25 février 2011. En revanche Pierre Legrand, Daniel Larribe, Thierry Dol et Marc Féret sont maintenus captifs dans l'Adrar des Ifoghas, qu'ils ne quittent qu'à la bataille du Tigharghâr, en février 2013. Les otages sont évacués des montagnes par leurs ravisseurs au début du mois de mars,. Ils sont finalement libérés le 29 octobre 2013. Entre 20 et 42 millions d'euros auraient été dépensés pour payer la rançon et les intermédiaires,,,.
Deux autres Français, Serge Lazarevic et Philippe Verdon, sont enlevés dans la nuit du 23 au 24 novembre 2011 à Hombori par des hommes de la katiba « Al-Ansar », commandée par Abdelkrim al-Targui,,. Très rapidement après leur enlèvements, les deux hommes font l'objet de toutes sortes de rumeurs rapportées par une partie de la presse française, Lazarevic est notamment un temps confondu avec un mercenaire serbe homonyme. Des journaux évoquent la possibilité qu'il puisse s'agir d'agents du gouvernement français, de « barbouzes » ou de « mercenaires ». Les ravisseurs, qui surveillent les commentaires de la presse internationale, sont alors persuadés de détenir des espions et les deux hommes sont torturés à plusieurs reprises,,,. Le 20 mars, AQMI déclare dans un communiqué adressé à l'Agence Nouakchott d'information, que l'otage Philippe Verdon, qualifié d'« espion », a été décapité le 10 mars « en réponse à l'intervention de la France dans le nord du Mali, ». Son corps est retrouvé le 7 juillet,. Le lieu de sa découverte n'est cependant pas indiqué. Bientôt, un sous-officier du MNLA affirme que c'est lui qui a retrouvé la dépouille de l'otage français dans la vallée de Tahort, près de l'Adrar de Tigharghâr, lors d'une patrouille effectuée avec 14 de ses hommes et deux pick-up à la demande des forces spéciales françaises. Le corps est rapatrié à Paris le 17 juillet. Le lendemain après autopsie, le parquet de Paris affirme que l'otage français a été assassiné d'une balle dans la tête. Philippe Verdon était malade, il souffrait d'un ulcère et de tachycardie et il est probable qu'AQMI ait décidé de le sacrifier en raison de ses problèmes de santé,. En août 2013, le journaliste Serge Daniel rencontre dans la région de Gao les chefs djihadistes Abdel Hakim et Alioune Touré qui lui confirment que les problèmes de santé de Philippe Verdon s'étaient aggravés et qu'il a été exécuté par balles sur l'ordre d'un émir. Serge Lazarevic est libéré 9 décembre 2014. Une rançon est versée et quatre hommes d'AQMI sont libérés en contrepartie,,,,,,.
Trois autres Occidentaux sont capturés le 25 novembre 2011 à Tombouctou ; le Suédois Johan Gustafsson, le Néerlandais Sjaak Rijke, et Stephen Malcolm McGown de nationalité britannique et sud-africaine. Un Allemand tente de résister, mais est tué. Sjaak Rijke est délivré par les forces spéciales lors d'une opération dans la région de Tessalit, au nord du Mali, le 6 avril 2015. Après plus de cinq années de captivité, Johan Gustafsson est libéré le 26 juin 2017, suivi par Stephen McGown le 29 juillet 2017.
Le 2 novembre 2013, deux journalistes français de RFI, Ghislaine Dupont et Claude Verlon, sont enlevés à Kidal par des hommes armés. Quelques heures plus tard, le véhicule des ravisseurs tombe en panne à l'extérieur de la ville et les djihadistes exécutent les deux journalistes afin de faciliter leur fuite. Quatre jours plus tard, ces assassinats sont revendiqués par des combattants de la katiba « Al Ansar ». Selon RFI, un des lieutenants d'Abdelkrim al-Targui, Sedane Ag Hita, dit « Abou Abdel Hakim al-Kidali », serait directement impliqué dans cette action.
Le 15 janvier 2016, un couple d'Australiens, Jocelyn et Ken Elliott, établis depuis 40 ans au Burkina Faso est enlevé à Djibo, près de Baraboulé. Le lendemain Hamadou Ag Khallini, responsable d'Ansar Dine, affirme que le couple a été enlevé par AQMI,. La katiba Al-Mourabitoune d'AQMI revendique effectivement l'enlèvement le 5 février et annonce la libération sans contrepartie de Jocelyn Eliott,. Cette dernière est effectivement libérée le 6 février.
Le 7 janvier 2016, une Suissesse nommée Béatrice Stockly est enlevée à Tombouctou pour la deuxième fois. Elle avait déjà été capturée le 15 avril 2012 par des hommes armés qui avaient l'intention de la revendre à AQMI. Poursuivis le lendemain par des combattants d'Ansar Dine, les ravisseurs auraient abandonné l'otage aux djihadistes après des échanges de coups de feu. Le 24 avril, à Tombouctou, Béatrice Stockly était libérée par Ansar Dine et remise à un général burkinabé et deux diplomates suisses venus par hélicoptère du Burkina Faso,. Selon RFI, sa libération aurait été effectuée contre le paiement d'une rançon, ce qu'Ansar Dine avait démenti. AQMI revendique le second enlèvement de  Béatrice Stockly le 26 janvier 2016.

## Relations avec d'autres groupes armés
Le 4 juillet 2014, Al-Qaïda au Maghreb islamique publie un communiqué dans lequel il rejette le califat proclamé par l'État islamique en Irak et en Syrie. Il dénonce une proclamation faite « sans consultation avec les chefs des moujahidines » et demande à l'EI quel sort il réserve aux émirats autoproclamés, comme l'émirat islamique d'Afghanistan et l'émirat islamique du Caucase. AQMI déclare « vouloir un califat, dans la voie de la prophétie, sur la base de la choura (la consultation), et qui cherche à unir les musulmans et à épargner leur sang ». Cependant en septembre, un groupe de combattants menés par Abdelmalek Gouri, dit Khaled Abou Souleïmane, émir de la région centrale en Algérie, fait scission d'AQMI et rallie l'EI. Le groupe prend dès lors le nom Jound al-Khalifah (« Les Soldats du califat »). En septembre 2015, la katiba « al Ansar » en Kabylie rallie à son tour de l'État islamique,.
Le 16 septembre 2014, AQMI publie un communiqué commun avec Al-Qaïda dans la péninsule Arabique (AQPA), dans lequel les deux groupes appellent l'État islamique, le Front al-Nosra et l'ensemble des rebelles syriens à mettre de côté leurs différends et à s'unir contre les gouvernements en place et la deuxième coalition en Irak, dont l'intervention leur semble alors imminente.
Selon le chercheur Marc Mémier, au Mali, après l'intervention militaire française, AQMI conserve des liens avec certains membres du Haut conseil pour l'unité de l'Azawad (lHCUA) et du Mouvement arabe de l'Azawad (MAA). AQMI et le MAA cohabitent même dans la région de Taoudeni,,.

## Communication et propagande
En octobre 2009, AQMI annonce la création de l'« Institut Al-Andalus de production médiatique ». Al-Andalus devient la filiale de communication d'AQMI sur internet, diffusant des vidéos ou des communiqués.
À partir de 2015, AQMI s'inspire ouvertement des vidéos de l'État islamique, notamment en reprenant certains de ses chants et en faisant preuve d'une meilleure maîtrise technique. L'apparence des combattants change également, selon Lemine Ould Mohamed Salem ; « il y a en effet une sorte de concurrence entre Aqmi et l'EI. Les vidéos d'Aqmi ressemblent de plus en plus à celles super-américanisées de l'EI et ils ont troqué la djellabah de bédouin pour le treillis et la cagoule »,

## Désignation comme organisation terroriste
AQMI est placé sur la liste officielle des organisations terroristes des États-Unis, de l'Australie et de la Russie. Elle est considérée par l'ONU comme proche d'Al-Qaïda et à ce titre sanctionnée par le Conseil de sécurité des Nations unies.